# Либис 18
Либис 18 је једноседа једрилица, дрвене конструкције намењена обуци летача. Пројектовала га је и направио ЛИБИС (Леталски институт Бранко Иваниш Словенија).

## Пројектовање и развој
Ваздухопловни савез југославије (ВСЈ) је 1960. године расписао конкурс за једрилицу класе Стандард. На конкурсу су узели учешћа инжењери Младен Берковић и Валтер Кучера са својим пројектом кога је прихватио Институт ЛИБИС и кренули са израдом прототипа под називом ЛИБИС 18. На аеродрому код Љубљане је извршен први пробни лет 20. октобра 1964. године. Ова једрилица је била класичне градње направљена од дрвета. Предња ивица крила је била управна на осу једрилице и била је ојачана торзионом кутујом. Примењени аеро профил је био NACA 63, па је једрилица имала боље перформансе на мањим брзинама. Овај прототип је већ следеће године 1965. учествовао на светском једриличарском првенству у Великој Британији. Пошто једрилица није добила одобрење за серијску производњу остало се само на прототипу.
Прерадом ове једрилице у двосед које је обављено у ВТЦ у Вршцу настала је једрилица ВТЦ Тренер.

## Карактеристике
Карактеристике наведене овде се односе на једрилицу Либис 18 а према изворима
| Финеса      | 1 : 31 при брзини 85,3 km/h |
| Перформансе | - максимална брзина 220 km/h - макс. брзина аеро вуче 150 km/h - минимално пропадање 0,72 m/s при брзини 78 km/h                      |
| Димензије   | - размах крила 14,98 m - дужина 6,95 m - површина крила 12,97 m² - аеропрофил крила NACA 632 618 - макс. оптеречење крила; 25,8 kg/m² |
| Маса        | - сопствена 225 kg - полетна 335 kg - водени баланс; нема                                                                             |

## Оперативно коришћење
Овај прототип је године 1965. учествовао на светском једриличарском првенству у Великој Британији а касније све док није расходован служио је у аеро клубу за тренажу једриличара.

## Сачувани примерци
Нија познато да ли је и где сачуван прототип ове једрилице.

## Земље које су користиле ову једрилицу
- Југославија
- Словенија